# بوزجادا
بوزجادا (به ترکی استانبولی: Bozcaada) یک منطقهٔ مسکونی در ترکیه است که در استان چناق‌قلعه واقع شده‌است. بوزجادا ۳٬۰۲۳ نفر جمعیت دارد و ۵ متر بالاتر از سطح دریا واقع شده‌است.